# Даниэлли, Джеймс
Джеймс Даниэлли (англ. James Frederic Danielli; 13 ноября 1911 — 22 апреля 1984) — британский биохимик, известен как автор модели строения клеточных мембран, известной как модель Даниэлли-Даусона.

## Биография
Родился в Лондоне 11 ноября 1911 года. Получил высшее образование в Университетском колледже Лондона. Выпускная работа, посвящённая изучению строения эстрона, была выполнена под руководством Нила Адама. В 1933—1935 годах, получив стипендию Фонда Содружества, Даниэлли проводил совместно с Ньютонам Харви исследования в Принстонском университете. В 1937 году он женился на Мэри Гай. С 1938 года работал в Колледже Святого Иоанна в Кембриджском университете. В 1948 году возглавил кафедру зоологии в Королевском колледжа Лондона.
В начале 1950-х годов Даниэлли стал деканом биологического факультета в Университете Сассекса и одновременно заведующим кафедры биохимической фармакологии Университете Буффало в США. В 1965 году, возглавив Центр теоретической биологии в Университете Буффало, переехал в США. В 1974 году вышел на пенсию и перешел на работу в Вустерский политехнический институт. Умер 22 апреля 1984 года.

## Научная деятельность
Наибольшую известность Даниэлли принесли работы по изучению биологических мембран. В 1935 году в соавторстве с Хью Доусоном он предложил модель строения биологической мембраны. Согласно этой модели мембрана состоит из двух слоёв фосфолипидов, между которыми находится неупорядоченный центральный слой молекул холестерина или жирных кислот. По обе стороны липидных слоев находятся глобулярные белки.
В годы Второй мировой войны занимался изучением отеков и проблемами заживления ран, а также участвовал в разработке противоядия против боевого отравляющего вещества люизита. После войны он занимался разработкой качественный методов цитохимии, изучением клеточного старения, разработкой противораковых препаратов, на основе веществ обладающих избирательной токсичностью.
В конце 1960-х активно участвовал в исследованиях НАСА по обнаружению жизни на других планетах. Кроме этого он занимался оценкой рисков загрязнения других планет, земными агентами.
Даниэлли был основателем нескольких научных журналов, в том числе Journal of Social and Biological Structures и Journal of Theoretical Biology

## Некоторые публикации
- Danielli J.F, Davson H. A contribution to the theory of permeability of thin films. (англ.) // Journal of Cellular Physiology. — 1935. — Vol. 5, no. 4. — P. 495–508.
- Danielli J. F. The relations between surface pH, ion concentrations and interfacial tension (англ.) // Proceedings of the Royal Society of London. Series B - Biological Sciences. — 1937. — Vol. 122, iss. 827. — P. 155–174. — ISSN 2053-9193. — doi:10.1098/rspb.1937.0018.
- Davson H., Danielli J. F. Studies on the permeability of erythrocytes (англ.) // Biochemical Journal. — 1938. — Vol. 32, iss. 6. — P. 991–1001. — ISSN 0306-3283. — doi:10.1042/bj0320991.
- Danielli J. F. Cytochemistry: A Critical Approach (англ.). — Wiley, 1953. — 196 p.